# Vinzier
Vinzier est une commune française située dans le département de la Haute-Savoie (74), en région Auvergne-Rhône-Alpes.
La commune est située dans le Chablais français et le pays de Gavot. Ses habitants sont appelés les Vinzolais.

## Géographie

### Communes limitrophes
| Larringes | Saint-Paul-en-Chablais | Bernex     |
| Féternes  | Vinzier                | Chevenoz   |
|           | La Vernaz              | La Forclaz |

### Hydrographie, géologie et relief
L'Ugine, descendue du massif de la Dent d'Oche, forme la limite du finage avec les communes de Bernex et Chevenoz. Elle rejoint la Dranse d'Abondance, qui forme à son tour la limite, au sud de Vinzier, avec les communes de Chevenoz et La Forclaz.

### Voies de communication et transports
Les transports en commun d'Évian-les-Bains (ÉVA'D) desservent la commune.

## Urbanisme

### Typologie
Au 1er janvier 2024, Vinzier est catégorisée commune rurale à habitat dispersé, selon la nouvelle grille communale de densité à sept niveaux définie par l'Insee en 2022.
Elle est située hors unité urbaine. Par ailleurs la commune fait partie de l'aire d'attraction de Thonon-les-Bains, dont elle est une commune de la couronne,. Cette aire, qui regroupe 18 communes, est catégorisée dans les aires de 50 000 à moins de 200 000 habitants,.

### Occupation des sols
L'occupation des sols de la commune, telle qu'elle ressort de la base de données européenne d’occupation biophysique des sols Corine Land Cover (CLC), est marquée par l'importance des territoires agricoles (70,5 % en 2018), une proportion sensiblement équivalente à celle de 1990 (70,9 %). La répartition détaillée en 2018 est la suivante : 
prairies (69,1 %), forêts (23,7 %), zones urbanisées (5,8 %), zones agricoles hétérogènes (1,4 %).
L'IGN met par ailleurs à disposition un outil en ligne permettant de comparer l’évolution dans le temps de l’occupation des sols de la commune (ou de territoires à des échelles différentes). Plusieurs époques sont accessibles sous forme de cartes ou photos aériennes : la carte de Cassini (XVIIIe siècle), la carte d'état-major (1820-1866) et la période actuelle (1950 à aujourd'hui).

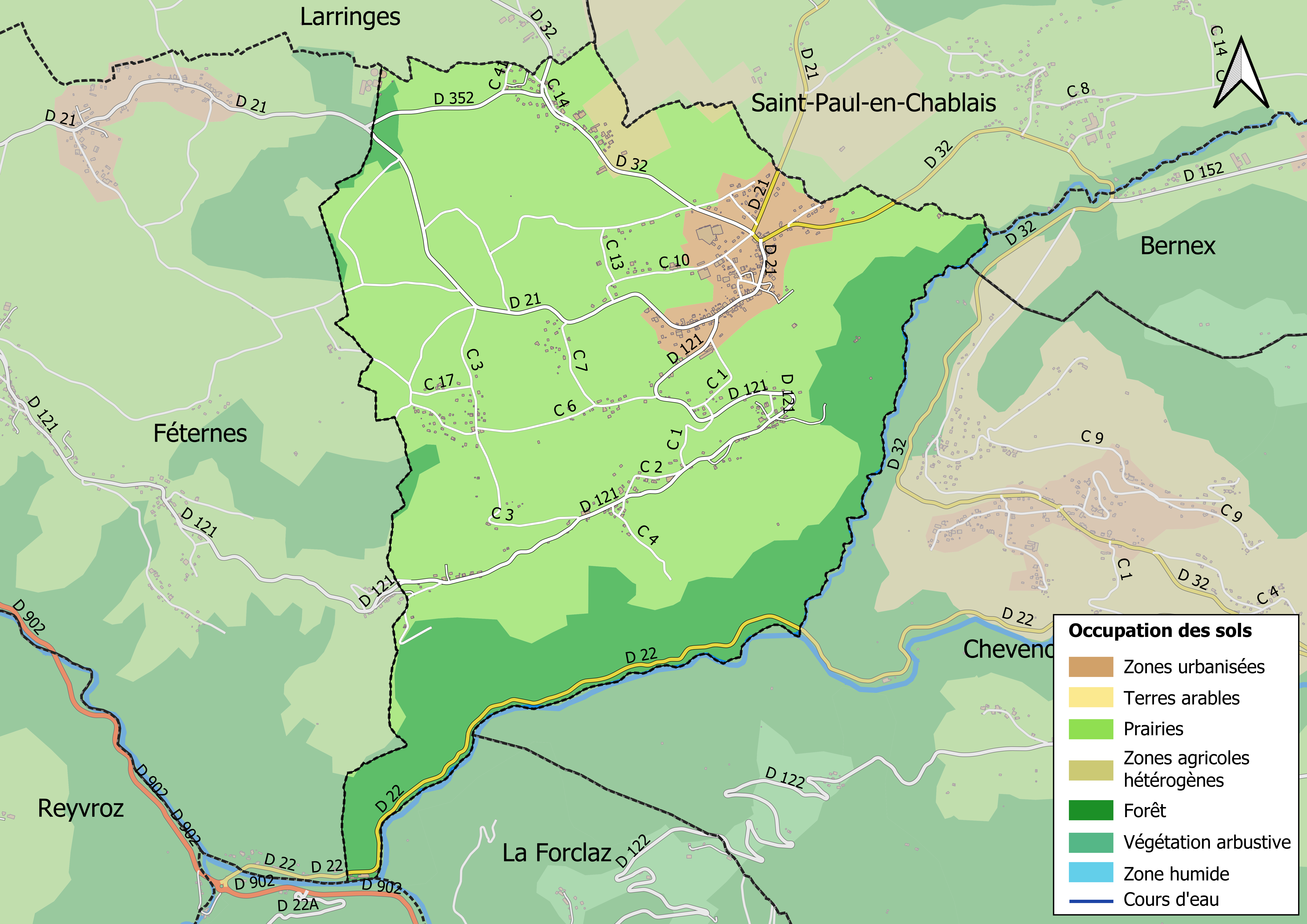
Carte des infrastructures et de l'occupation des sols en 2018 (CLC) de la commune.
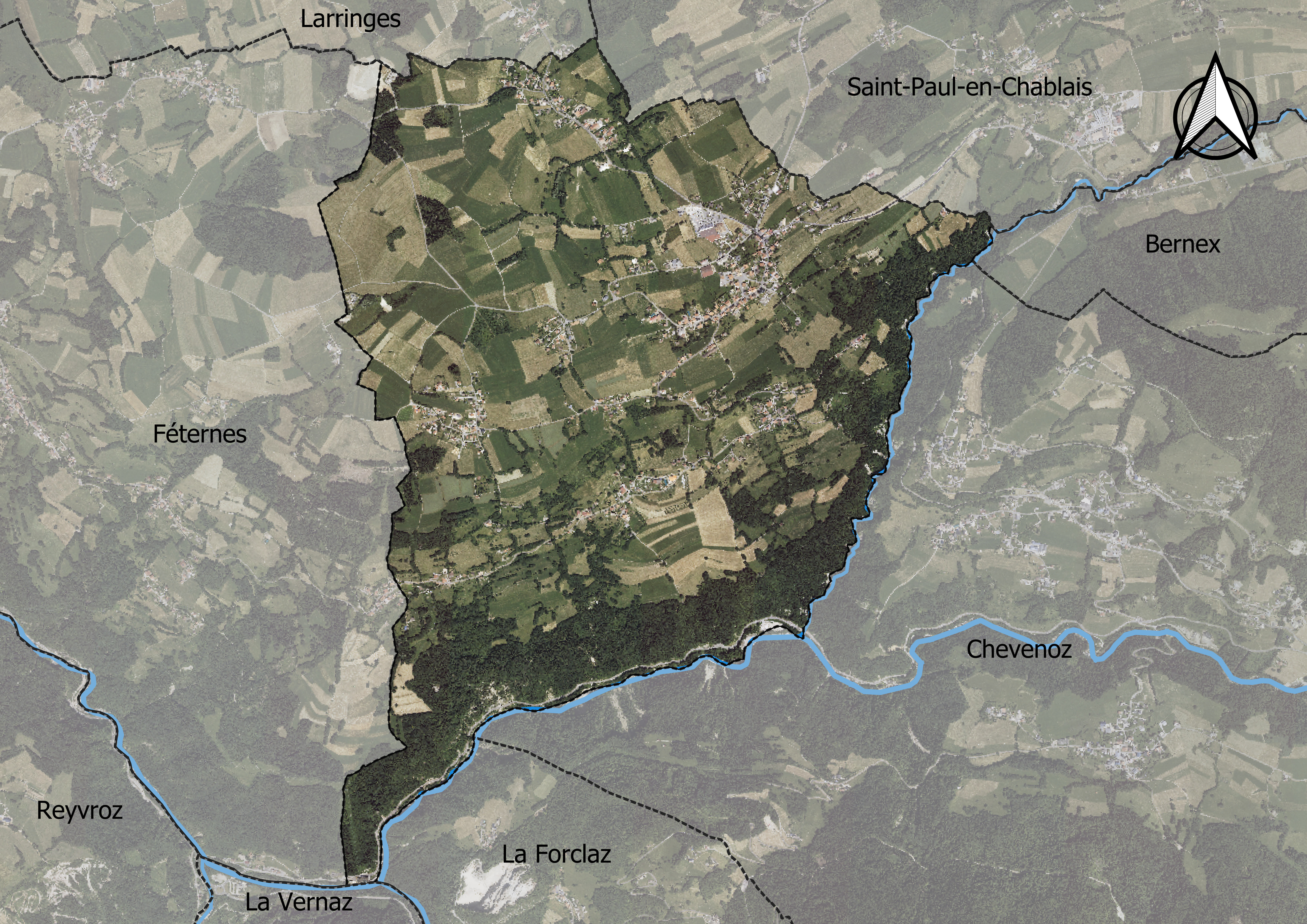
Carte orthophotogrammétrique de la commune.

## Toponymie
En francoprovençal, le nom de la commune s'écrit Vinzî, selon la graphie de Conflans.

## Politique et administration

### Situation administrative
La commune de Vinzier appartient au canton d'Évian-les-Bains, qui compte selon le redécoupage cantonal de 2014 33 communes.
La commune est membre de la communauté de communes Pays d'Évian Vallée d'Abondance.
Vinzier relève de l'arrondissement de Thonon-les-Bains et de la cinquième circonscription de la Haute-Savoie, dont le député est Marion Lenne (LREM) depuis les élections législatives de 2017.

### Liste des maires
| Période                                  | Période  | Identité            | Étiquette | Qualité |
| ---------------------------------------- | -------- | ------------------- | --------- | ------- |
| avant 1981                               | ?        | Fernand Bugnet      | DVG       |         |
| mars 2014                                | En cours | Marie-Pierre Girard | ...       | ...     |
| Les données manquantes sont à compléter. |          |                     |           |         |

## Population et société

### Démographie
L'évolution du nombre d'habitants est connue à travers les recensements de la population effectués dans la commune depuis 1793. Pour les communes de moins de 10 000 habitants, une enquête de recensement portant sur toute la population est réalisée tous les cinq ans, les populations de référence des années intermédiaires étant quant à elles estimées par interpolation ou extrapolation. Pour la commune, le premier recensement exhaustif entrant dans le cadre du nouveau dispositif a été réalisé en 2006.

En 2022, la commune comptait 883 habitants, en évolution de +7,95 % par rapport à 2016 (Haute-Savoie : +6,01 %, France hors Mayotte : +2,11 %).
| 1793 | 1800 | 1806 | 1822 | 1838 | 1848 | 1858 | 1861 | 1866 |
| ---- | ---- | ---- | ---- | ---- | ---- | ---- | ---- | ---- |
| 410  | 426  | 443  | 552  | 575  | 685  | 631  | 686  | 780  |

| 1872 | 1876 | 1881 | 1886 | 1891 | 1896 | 1901 | 1906 | 1911 |
| ---- | ---- | ---- | ---- | ---- | ---- | ---- | ---- | ---- |
| 772  | 803  | 781  | 873  | 837  | 852  | 863  | 838  | 742  |

| 1921 | 1926 | 1931 | 1936 | 1946 | 1954 | 1962 | 1968 | 1975 |
| ---- | ---- | ---- | ---- | ---- | ---- | ---- | ---- | ---- |
| 650  | 649  | 645  | 605  | 457  | 458  | 466  | 447  | 403  |

| 1982 | 1990 | 1999 | 2006 | 2011 | 2016 | 2021 | 2022 | - |
| ---- | ---- | ---- | ---- | ---- | ---- | ---- | ---- | - |
| 471  | 620  | 659  | 784  | 727  | 818  | 871  | 883  | - |

## Culture locale et patrimoine

### Lieux et monuments

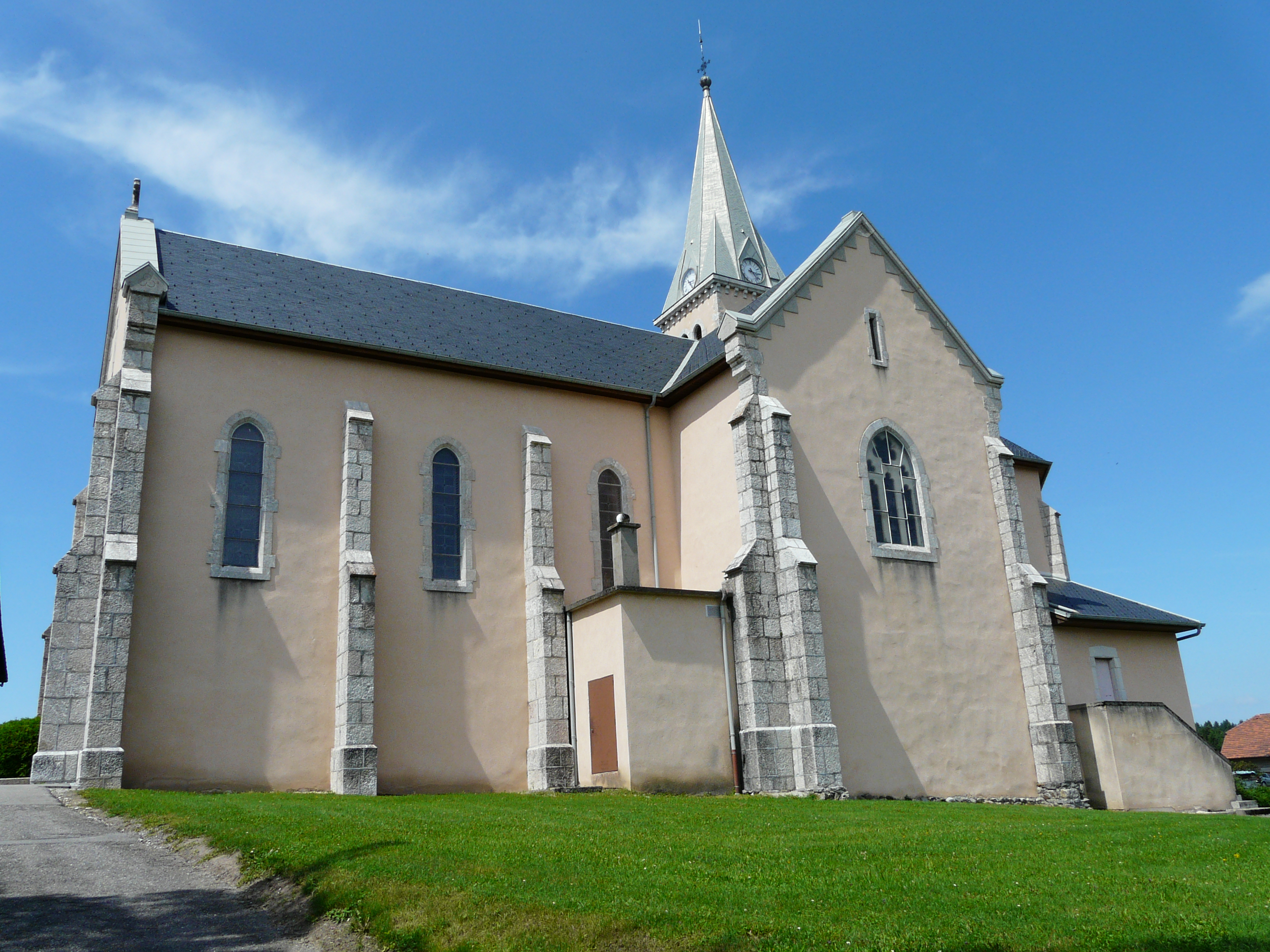
L'église Saint-Pierre.

- Église Saint-Pierre (toute fin du XIXe siècle).

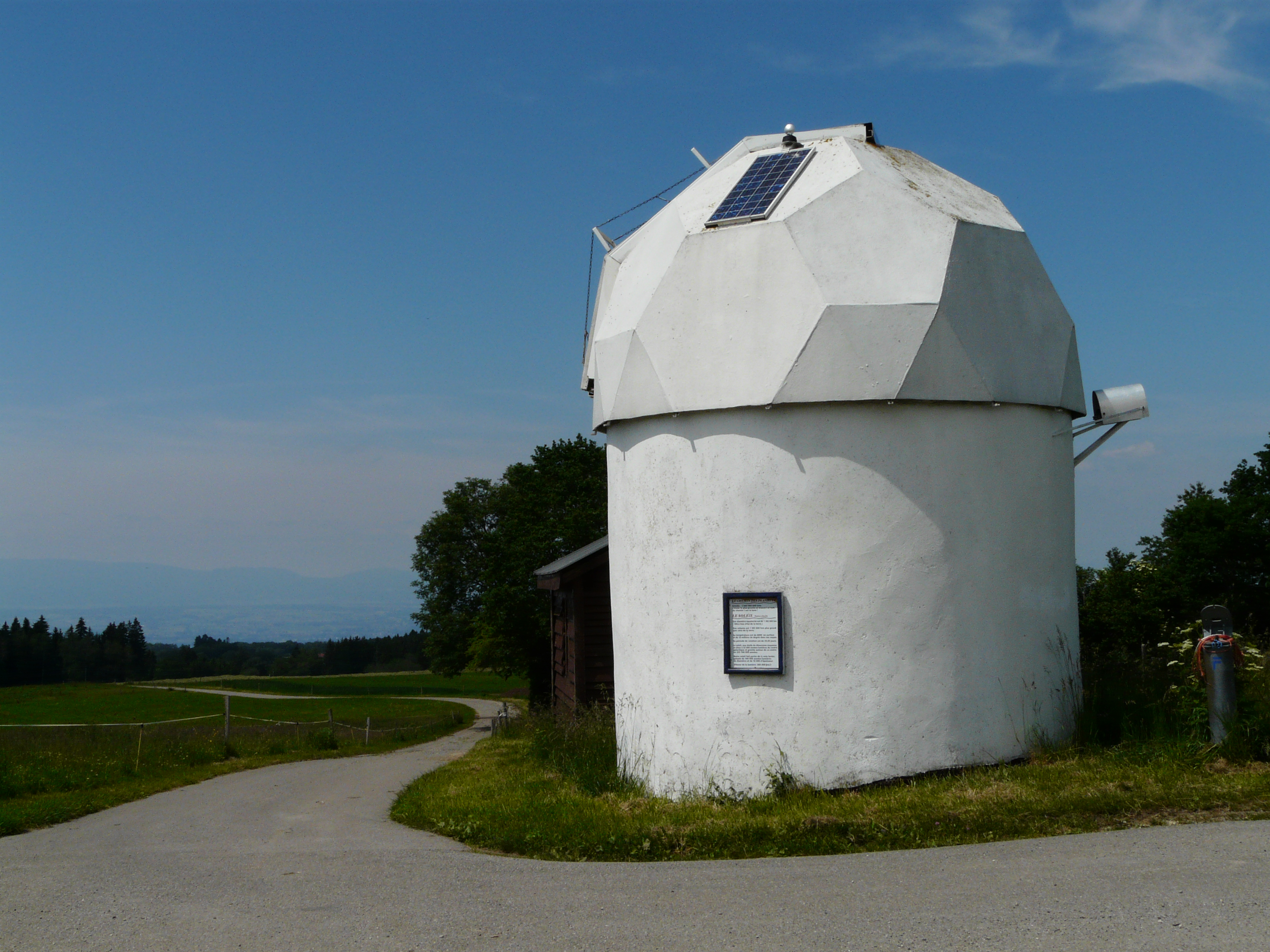
L'observatoire.

Sur la commune de Vinzier a été construit un observatoire astronomique par les membres de l'Association Astronomique du Léman. L'observatoire abrite un télescope Newton de 300 mm f/d 5.7. De l'observatoire part le « chemin des planètes » qui serpente sur près de 13 km. Aujourd'hui en mauvais état, ce chemin représentait les planètes du système solaire selon leur taille et leur distance moyenne au soleil, l'échelle étant donnée par la coupole de l'observatoire dont le diamètre est pris pour celui du soleil.

### Patrimoine culturel
- Fête de la Saint-Pierre, en juin.
- Nuit des étoiles, en août à l'observatoire.
- Foire de la première quinzaine d'octobre.

### Personnalité liée à la commune
- Samuel Barathay (1968-), rameur d'aviron, médaillé olympique en 1996.
- Paul Favre-Miville (1939-1996), l'un des sept moines de Tibhirine, est né à Vinzier et a passé sa vie à Bonnevaux avant de devenir moine.
- Robert Treboux (1924-2012), restaurateur et propriétaire du restaurant « Le veau d'or » à New York, natif de la commune[13].

### Héraldique
| Armes de Vinzier | Les armes de Vinzier se blasonnent ainsi : De gueules à la croix d'argent, chargée en fasce du mot « VINZIER » de sable soutenu d'une touffe de roseau du même mouvant de la pointe, accompagnée au canton dextre du chef de deux clés d'argent posées en barre, l'une renversée et l'autre contournée, au canton dextre de la pointe d'une marmite d'or à l'anse de sable soutenue de trois besants d'argent ; à un roseau d'argent à l'épi (à la quenouille) d'or mouvant de la pointe à senestre et brochant sur la traverse, surmonté d'une représentation de la constellation de la grande ourse, l'étoile polaire figurée de 12 rais à senestre, le chariot à dextre brochant sur la croix, le tout de l'un à l'autre et entourant un croissant contourné d'or. |